# آیزایا وایتهد
آیزایا وایتهد (انگلیسی: Isaiah Whitehead؛ زادهٔ ۸ مارس ۱۹۹۵) بازیکن بسکتبال اهل ایالات متحده آمریکا است.
از باشگاه‌هایی که در آن بازی کرده‌است می‌توان به بروکلین نتس اشاره کرد.